# Markisspindel
Markisspindel (Neriene montana) är en spindelart som först beskrevs av Carl Alexander Clerck 1757.  Markisspindel ingår i släktet Neriene och familjen täckvävarspindlar. Arten är reproducerande i Sverige. Inga underarter finns listade i Catalogue of Life.